# Сражение при Маркели (792)
Сражение при Маркели (болг. Битката при Маркели; греч. Μάχη των Μαρκελλών) — одно из сражений во время болгаро-византийских войн, закончившееся поражением византийской армии.  

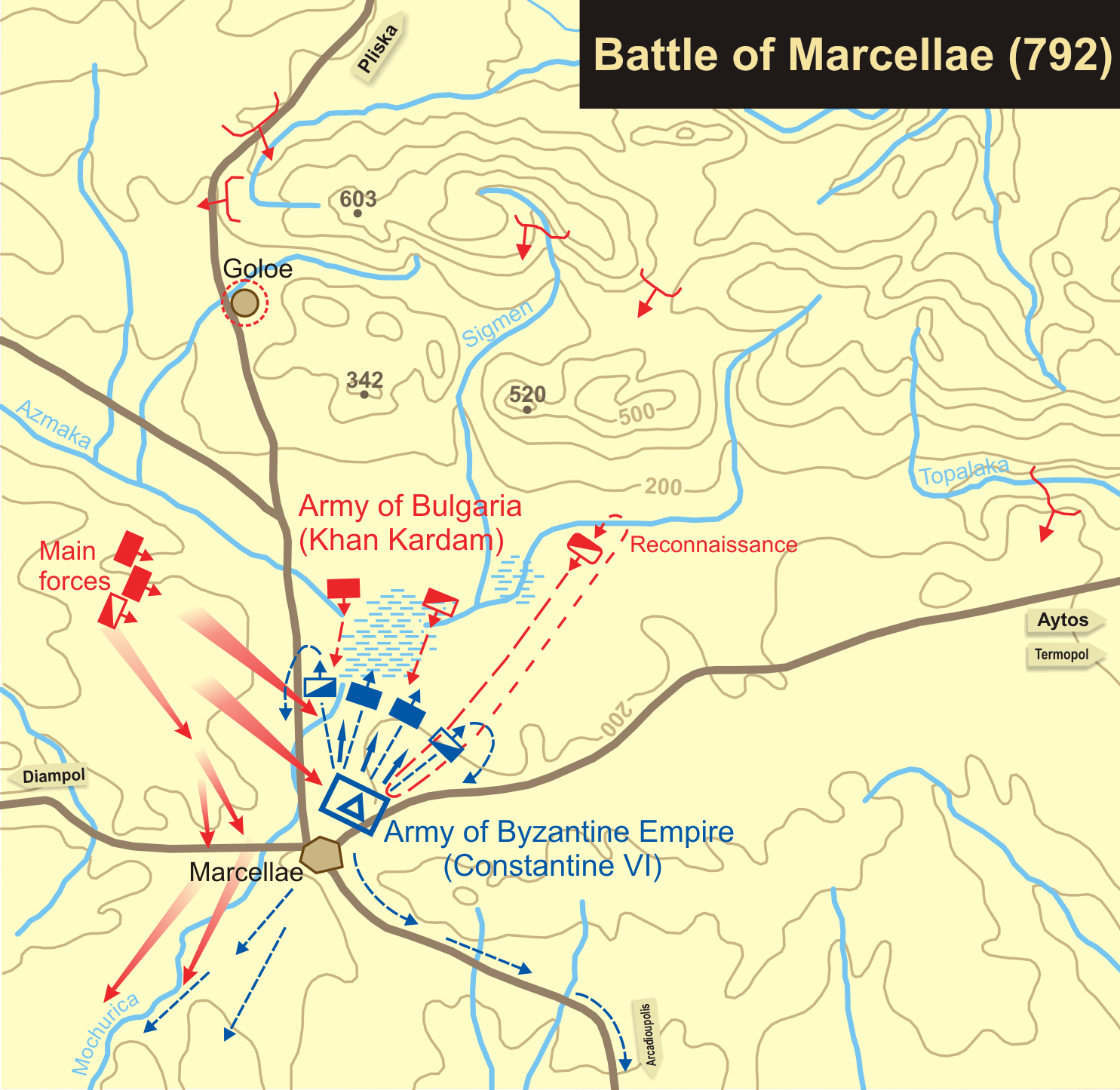
Карта сражения

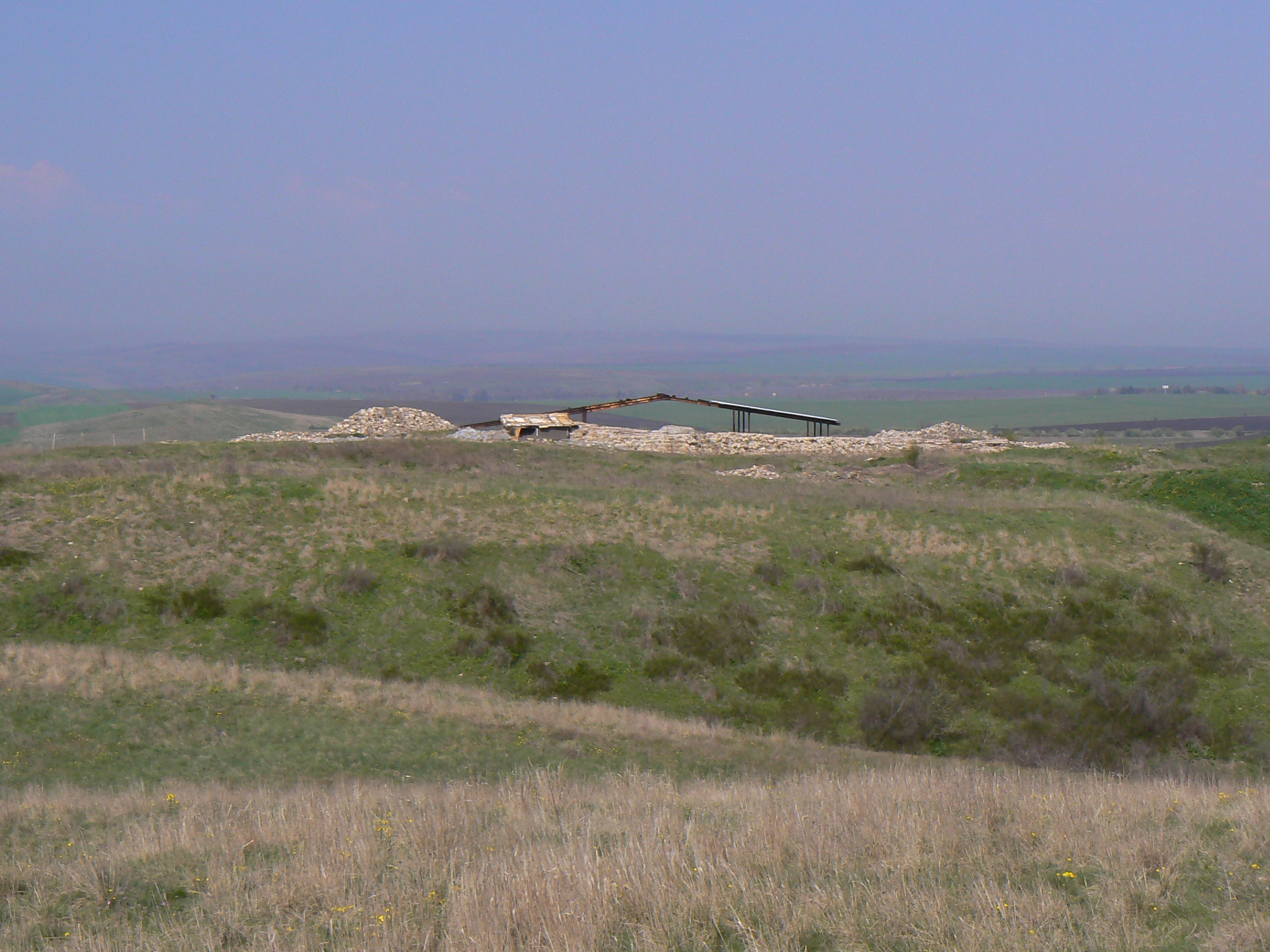
Руины крепости Маркели

## Предыстория
В последней четверти VIII века Болгария преодолела внутренний политический кризис после окончания правления Дуло. Ханы Телериг и Кардам сумели консолидировать центральную власть и положить конец ссорам среди знати. У болгар появилась возможность активизировать свои кампании в славянской Македонии. В 789 году они глубоко проникли в долину реки Струма и нанесли византийцам тяжелое поражение, убив стратега Фракии Филита. Чтобы отвлечь внимание болгар от Македонии, в апреле 791 года византийский император Константин VI начал кампанию в северной Фракии. Армии встретились около крепости Проват (20 км к востоку от Одрина, совр. Эдирне), и византийцы были вынуждены отступить. Так как их поражение не стало решающим, в следующем году кампания была возобновлена.

## Ход сражения
Летом 792 года Константин VI повел свою армию на север и 20 июля столкнулся с болгарами хана Кардама около пограничной крепости Маркели. Болгары насыпали валы, перекрывающие дороги к перевалу Риш и столице Плиске. Несколько дней император не решался атаковать, но к концу июля он был убежден «лжеастрологами» (согласно византийскому летописцу Феофану Исповеднику), что звезды предвещают победу, и атаковал. Перед началом битвы, ожидая византийского нападения, болгарский правитель тайно разместил часть своей конницы за холмами, окружавшими поле битвы.
Из-за пересеченной местности наступающая византийская армия нарушила свой строй. Воспользовавшись этой ошибкой, Кардам приказал контратаковать. Болгарская конница обошла византийцев и отрезала им путь к укрепленному лагерю и крепости Маркели. Многие византийские военачальники погибли в битве. Болгары захватили припасы, казну и палатку императора, а затем преследовали отступающее войско Константина VI до Константинополя, убив большое количество солдат.

## Результаты
После поражения Константин VI был вынужден заключить мир с Кардамом и платить дань. Четыре года спустя император прекратил выплаты, что привело к новой войне во Фракии, которая закончилась без решающего сражения.